# Johan Throne Holst
Johan Throne Holst, född 7 februari 1868 i Trondhjem, död 13 februari 1946, var en norsk företagsledare och politiker i partiet Frisinnede Venstre.  Han växte upp i Trondheim. Holst slutade skolan efter ett år på gymnasiet för att arbeta i faderns företag. Senare gick han handelslinje i utlandet och arbetade med bokföring i Hamburg.
Som politiker representerade han den Frisinnede Venstre i Kristiania och var ledamot av stadsfullmäktige åren 1904-1910. Perioden 1909-1912 var Holst stortingsledamot. Holst instiftade ett antal stipendiefonder, däribland Freia Chocolade-Fabriks medisinske fond samt en större fond för nutritionsforskning.
Holst utvecklade chokladfabriken Freia till ett branschledande företag. Freia ansågs vara en mönsterarbetsplats med modern matsal (Freia-salen) och en privat park för de anställda (Freiaparken). Företaget var också det första i Norge med egen företagsläkare, och var först att införa 48-timmars arbetsvecka. Holst etablerade 1916 chokladfabriken Marabou i Sverige, för vilken hans son Henning Throne-Holst åren 1918-1947 var verkställande direktör. 
I slutet av 1920-talet tillhörde Holst kretsen runt Vidkun Quisling, men han tog avstånd från Nasjonal samling i början av 1930-talet. 1941 hörde Holst till den i minoritet inom norska Industriforbundet som protesterade mot förbundets samarbete med den tyska ockupationsmakten.
Johan Throne Holst utnämndes till hedersledamot av Det Norske Videnskaps-Akademi samt till riddare av Sankt Olavs Orden 1923.

### Fotnoter
1. ↑  Tallak Lindstøl, Stortinget og statsraadet: 1814–1914. B. 1 D. 1 : Biografier A-K, 1914, s. 401, läs online.[källa från Wikidata]
2. ↑  Tallak Lindstøl, Stortinget og statsraadet: 1814-1914. B. 2 D. 2 : De enkelte storting og statsraader 1886-1914, 1915, s. 662, läs online.[källa från Wikidata]
3. ↑  https://runeberg.org/merkbio/0422.html